# Lindsey Hunter
Lindsey Benson Hunter, Jr. (Utica, Mississippi, 3. prosinca 1970.) umirovljeni je američki profesionalni košarkaš. Igrao je na poziciji razigravača, a izabran je u 1. krugu (10. ukupno) NBA drafta 1993. od strane Detroit Pistonsa.

## NBA karijera
Izabran je kao 10. izbor NBA drafta 1993. od strane Detroit Pistonsa. Nakon sedam odigranih sezona u dresu Pistonsa, Hunter je mijenjan u Milwaukee Buckse u zamjenu za Billya Owensa. Nakon jedne sezone u Milwaukeeu, Hunter je mijenjan u Los Angeles Lakerse u zamjenu za Grega Fostera. U sezoni 2001./02. Hunter je prosječno postizao 5.8 poena i 1.6 asistencija za 19.7 minuta u igri te je kao važan igrač s klupe pomogao Lakersima doći do trećeg uzastopnog NBA naslova. Na sam dan drafta 2002. godine, Hunter je mijenjan u Toronto Raptorse te je u 29 odigranih utakmica prosječno postizao 9.7 poena i 2.4 asistencije po utakmici. U kolovozu 2003. Hunter je ponovno mijenjan čime se vratio u redove Pistonsa u zamjenu za Michaela Currya. Ubrzo je ponovno mijenjan, ovaj puta u Boston Celticse, zbog dovođenja Rasheeda Wallacea. Hunter nikada nije zaigrao za Celticse jer su ga otpustili, te je samo tjedan dana kasnije ponovno potpisao za Detroit Pistonse. U sezoni 2003./04. Hunter je, ulazeći s klupe, prosječno postizao 3.5 poena i 2.6 asistencija po utakmici te je osvojio svoj drugi NBA prsten u karijeri. 7. ožujka 2007. Hunter je suspendiran na deset utakmica neigranja zbog pada na doping testu. 13. studenog 2008. Hunter je potpisao jednogodišnji negarantirani ugovor s Chicago Bullsima te je nakon godinu dana potpisao novi jednogodišnji ugovor vrijedan 1.3 milijuna dolara. U Bullsima je ostao sve do sredine sezone 2009./10. kada je otpušten zbog dolaska Chrisa Richarda. Ubrzo nakon otpuštanja, Hunter je objavio umirovljenje od profesionalne košarke te se zaposlio u razvojnom odjelu Chicago Bullsa.

## NBA statistika

### Regularni dio
| Godina    | Klub        | Odig. uta. | Uta. poč. | Min. | 2P%  | 3P%  | Sl. bac.% | Skok. | Asist. | Ukr. lop. | Blok. | Poena |
| --------- | ----------- | ---------- | --------- | ---- | ---- | ---- | --------- | ----- | ------ | --------- | ----- | ----- |
| 1993./94. | Detroit     | 82         | 26        | 26.5 | .375 | .333 | .732      | 2.3   | 4.8    | 1.5       | .1    | 10.3  |
| 1994./95. | Detroit     | 42         | 26        | 22.5 | .374 | .333 | .727      | 1.8   | 3.8    | 1.2       | .2    | 7.5   |
| 1995./96. | Detroit     | 80         | 48        | 26.7 | .381 | .405 | .700      | 2.4   | 2.4    | 1.0       | .2    | 8.5   |
| 1996./97. | Detroit     | 82         | 76        | 36.9 | .404 | .355 | .778      | 2.8   | 1.9    | 1.6       | .3    | 14.2  |
| 1997./98. | Detroit     | 71         | 67        | 35.3 | .383 | .321 | .740      | 3.5   | 3.2    | 1.7       | .1    | 12.1  |
| 1998./99. | Detroit     | 49         | 49        | 35.8 | .435 | .386 | .753      | 3.4   | 3.9    | 1.8       | .2    | 11.9  |
| 1999./00. | Detroit     | 82         | 82        | 35.6 | .425 | .432 | .760      | 3.0   | 4.0    | 1.6       | .3    | 12.7  |
| 2000./01. | Milwaukee   | 82         | 5         | 24.4 | .381 | .373 | .802      | 2.1   | 2.7    | 1.2       | .2    | 10.1  |
| 2001./02. | L.A. Lakers | 82         | 47        | 19.7 | .382 | .380 | .500      | 1.5   | 1.6    | .8        | .2    | 5.8   |
| 2002./03. | Toronto     | 29         | 0         | 23.2 | .351 | .318 | .723      | 2.0   | 2.4    | 1.2       | .2    | 9.7   |
| 2003./04. | Detroit     | 33         | 8         | 20.0 | .343 | .280 | .625      | 2.0   | 2.6    | 1.2       | .2    | 3.5   |
| 2004./05. | Detroit     | 76         | 3         | 15.1 | .358 | .274 | .793      | 1.6   | 1.7    | .9        | .2    | 3.8   |
| 2005./06. | Detroit     | 30         | 1         | 11.8 | .370 | .256 | .500      | 1.3   | 2.1    | .6        | .0    | 2.9   |
| 2006./07. | Detroit     | 52         | 0         | 14.3 | .385 | .319 | .909      | .9    | 1.8    | .6        | .1    | 4.9   |
| 2007./08. | Detroit     | 24         | 0         | 9.0  | .344 | .269 | .778      | .5    | 1.4    | .5        | .1    | 2.4   |
| 2008./09. | Chicago     | 28         | 0         | 9.5  | .329 | .333 | .600      | .4    | 1.3    | .7        | .0    | 2.6   |
| 2009./10. | Chicago     | 13         | 0         | 9.4  | .167 | .077 | 1.000     | 1.1   | .7     | .1        | .0    | 1.0   |
| Ukupno    |             | 937        | 439       | 24.8 | .388 | .360 | .746      | 2.2   | 2.7    | 1.2       | .2    | 8.5   |

### Doigravanje
| Godina    | Klub        | Odig. uta. | Uta. poč. | Min. | 2P%  | 3P%  | Sl. bac.% | Skok. | Asist. | Ukr. lop. | Blok. | Poena |
| --------- | ----------- | ---------- | --------- | ---- | ---- | ---- | --------- | ----- | ------ | --------- | ----- | ----- |
| 1995./96. | Detroit     | 2          | 0         | 18.0 | .250 | .250 | .500      | 1.0   | .5     | .5        | .0    | 3.0   |
| 1996./97. | Detroit     | 5          | 5         | 40.2 | .439 | .414 | .714      | 3.6   | 1.2    | 1.2       | .2    | 15.0  |
| 1998./99. | Detroit     | 5          | 5         | 36.0 | .264 | .273 | 1.000     | 3.0   | 2.4    | 1.4       | .0    | 7.2   |
| 1999./00. | Detroit     | 3          | 3         | 31.0 | .313 | .111 | .667      | 2.3   | 1.7    | 1.7       | .3    | 8.3   |
| 2000./01. | Milwaukee   | 18         | 0         | 16.1 | .242 | .151 | .727      | 1.7   | 1.9    | .8        | .2    | 3.6   |
| 2001./02. | L.A. Lakers | 18         | 0         | 7.3  | .311 | .276 | .000      | .4    | .6     | .1        | .0    | 2.0   |
| 2003./04. | Detroit     | 23         | 0         | 11.9 | .292 | .233 | .917      | 1.4   | .9     | .8        | .2    | 2.4   |
| 2004./05. | Detroit     | 25         | 0         | 15.0 | .319 | .222 | .727      | 1.6   | 1.6    | .9        | .3    | 3.8   |
| 2005./06. | Detroit     | 18         | 0         | 12.1 | .333 | .318 | 1.000     | 1.1   | 1.6    | .8        | .1    | 4.2   |
| 2006./07. | Detroit     | 13         | 0         | 10.2 | .226 | .222 | 1.000     | .8    | 1.2    | .5        | .1    | 1.8   |
| 2007./08. | Detroit     | 11         | 0         | 10.5 | .381 | .455 | .000      | .9    | 1.3    | .7        | .0    | 1.9   |
| 2008./09. | Chicago     | 6          | 0         | 4.0  | .333 | .333 | .750      | .8    | .8     | .3        | .0    | 1.0   |
| Ukupno    |             | 147        | 13        | 14.1 | .309 | .260 | .810      | 1.3   | 1.3    | .7        | .1    | 3.5   |

## Vanjske poveznice
- Profil na NBA.com
- Profil  Arhivirana inačica izvorne stranice od 28. svibnja 2014. (Wayback Machine) na Basketball-Reference.com